# Тарновське воєводство
Тарновське воєводство (пол. województwo tarnowskie) — адміністративно-територіальна одиниця Польщі найвищого рівня, яка існувала у 1975—1998 роках.
Являло собою одну з 49 основних одиниць адміністративного поділу Польщі, які були скасовані в результаті адміністративної реформи Польщі 1998 року. Займало площу 4151 км². Адміністративним центром воєводства було місто Тарнів. Після адміністративної реформи воєводство припинило своє існування і його територія відійшла до Малопольського та Підкарпатського воєводств.

## Районні адміністрації
- Районна адміністрація у Бохні для гмін: Бохня, Боженцин, Бжесько, Чхув, Дембно, Гнойник, Івкова, Ліпниця-Мурована, Лапанув, Новий Вісьнич, Жезава, Щурова, Тшцяна та Жегоцина та міста Бохня.
- Районна адміністрація у Домброві-Тарновській для гмін: Болеслав, Домброва-Тарновська, Грембошув, Менджехув, Олесно, Радгощ, Щуцин, Вадовіце-Гурне та Ветшиховіце.
- Районна адміністрація у Дембиці для гмін: Бжостек, Чорна, Дембиця, Йодлова, Пільзно, Радомишль-Великий, Жиракув та міста Дембиця.
- Районна адміністрація у Тарнові для гмін: Ценжковіце, Громник, Ліся Гура, Плесьна, Радлув, Ригліце, Жепенник-Стшижевський, Скшишув, Шежини, Тарнув, Тухув, Вешхославіце, Войнич, Заклічин та Жабно, а також міста Тарнів.

## Найбільші міста
Чисельність населення на 31.12.1998
- Тарнів – 121 494
- Дембиця – 49 107
- Бохня – 29 887
- Бжесько – 17 859
- Домброва-Тарновська – 11 178

## Населення
| Рік         | 1975    | 1980    | 1985    | 1990    | 1995    | 1998    |
| Чисельність | 577 900 | 607 000 | 641 500 | 670 300 | 693 500 | 700 800 |